# Demi World Tour
Demi World Tour — четвёртый концертный тур американской певицы Деми Ловато. Это второй тур в поддержку её четвёртого студийного альбома Demi (2013). Туром занималась компания Live Nation, а спонсорами выступили Tampax и Always Radiant Collection.

## Сет-лист
1. «Really Don't Care»
2. «The Middle»
3. «Fire Starter»
4. «Remember December»
5. «Heart Attack»
6. «My Love Is Like a Star»
7. «Don't Forget»
8. «Catch Me»
9. «Get Back» (акустическая версия)
10. «Let It Go»
11. «Warrior»
12. «Two Pieces»
13. «Thriller»
14. «Got Dynamite»
15. «Nightingale»
16. «Skyscraper»
17. «Give Your Heart a Break»

На бис:
1. «Neon Lights»

1. «Really Don't Care»
2. «The Middle»
3. «Fire Starter»
4. «Remember December»
5. «Heart Attack»
6. «My Love Is Like a Star»
7. «Get Back» (акустическая версия)
8. «Don't Forget»/«Catch Me» (акустическая версия)
9. «Let It Go»
10. «Warrior»
11. «Two Pieces»
12. «Got Dynamite»
13. «Nightingale»
14. «Skyscraper»
15. «Give Your Heart a Break»

На бис:
1. «Neon Lights»

## Даты концертов
| Дата             | Город            | Страна           | Арена                                           | Разогрев                       | Посещаемость      | Доход            |
| Северная Америка | Северная Америка | Северная Америка | Северная Америка                                | Северная Америка               | Северная Америка  | Северная Америка |
| ---------------- | ---------------- | ---------------- | ----------------------------------------------- | ------------------------------ | ----------------- | ---------------- |
| 6 сентября 2014  | Балтимор         | США              | Baltimore Arena                                 | Кристина Перри MKTO            | —                 | —                |
| 7 сентября 2014  | Олбани           | США              | Times Union Center                              | Кристина Перри MKTO            | —                 | —                |
| 9 сентября 2014  | Питтсбург        | США              | Petersen Events Center                          | Кристина Перри MKTO            | —                 | —                |
| 12 сентября 2014 | Роли             | США              | PNC Arena                                       | MKTO                           | —                 | —                |
| 14 сентября 2014 | Майами           | США              | American Airlines Arena                         | Кристина Перри MKTO Becky G    | —                 | —                |
| 15 сентября 2014 | Орландо          | США              | Amway Center                                    | Кристина Перри MKTO Becky G    | 7,678 / 9,193     | $311,707         |
| 17 сентября 2014 | Новый Орлеан     | США              | Lakefront Arena                                 | MKTO Becky G                   | —                 | —                |
| 19 сентября 2014 | Сан-Антонио      | США              | AT&T Center                                     | MKTO Becky G                   | —                 | —                |
| 21 сентября 2014 | Талса            | США              | BOK Center                                      | MKTO Becky G                   | 4,114 / 5,127     | $155,178         |
| 23 сентября 2014 | Канзас-Сити      | США              | Sprint Center                                   | Кристина Перри MKTO Becky G    | —                 | —                |
| 25 сентября 2014 | Денвер           | США              | Pepsi Center                                    | Кристина Перри MKTO Becky G    | —                 | —                |
| 27 сентября 2014 | Лос-Анджелес     | США              | Staples Center                                  | Кристина Перри MKTO Becky G    | 9,371 / 9,777     | $450,996         |
| 28 сентября 2014 | Сан-Диего        | США              | Viejas Arena                                    | Кристина Перри MKTO Becky G    | —                 | —                |
| 2 октября 2014   | Эверетт          | США              | Comcast Arena                                   | Кристина Перри MKTO Becky G    | —                 | —                |
| 4 октября 2014   | Эдмонтон         | Канада           | Rexall Place                                    | Кристина Перри MKTO Andee      | —                 | —                |
| 5 октября 2014   | Калгари          | Канада           | Scotiabank Saddledome                           | Кристина Перри MKTO Andee      | —                 | —                |
| 7 октября 2014   | Саскатун         | Канада           | Credit Union Centre                             | Кристина Перри MKTO Andee      | —                 | —                |
| 10 октября 2014  | Су-Фолс          | США              | Denny Sanford Premier Center                    | Кристина Перри Restless Road   | —                 | —                |
| 11 октября 2014  | Молин            | США              | iWireless Center                                | Кристина Перри Restless Road   | —                 | —                |
| 14 октября 2014  | Чикаго           | США              | United Center                                   | Кристина Перри MKTO Беа Миллер | —                 | —                |
| 15 октября 2014  | Луисвилл         | США              | KFC Yum! Center                                 | Кристина Перри MKTO Беа Миллер | —                 | —                |
| 17 октября 2014  | Анкасвилл        | США              | Mohegan Sun Arena                               | Кристина Перри MKTO Беа Миллер | 6,619 / 7,048     | $327,641         |
| 19 октября 2014  | Монреаль         | Канада           | Bell Centre                                     | Кристина Перри MKTO Andee      | 7,881 / 9,382     | $444,395         |
| 20 октября 2014  | Гамильтон        | Канада           | FirstOntario Centre                             | Кристина Перри MKTO Andee      | 5,377 / 6,372     | $295,600         |
| 22 октября 2014  | Манчестер        | США              | Verizon Wireless Arena                          | Кристина Перри MKTO Беа Миллер | 4,807 / 5,000     | $232,535         |
| 24 октября 2014  | Херши            | США              | Giant Center                                    | Кристина Перри MKTO Беа Миллер | —                 | —                |
| 25 октября 2014  | Ньюарк           | США              | Prudential Center                               | Кристина Перри MKTO Kiesza     | —                 | —                |
| 27 октября 2014  | Бруклин          | США              | Barclays Center                                 | Кристина Перри MKTO Kiesza     | 11,409 / 12,482   | $499,013         |
| Европа           |                  |                  |                                                 |                                |                   |                  |
| 16 ноября 2014   | Стамбул          | Турция           | Istanbul Ülker Arena                            | —                              | 17,000/17,000     | $856,200         |
| Океания          |                  |                  |                                                 |                                |                   |                  |
| 17 апреля 2015   | Брисбен          | Австралия        | Brisbane Convention Centre                      | Masketta Fall                  | —                 | —                |
| 18 апреля 2015   | Сидней           | Австралия        | Hordern Pavilion                                | Masketta Fall                  | 4,324 / 5,120     | $232,793         |
| 21 апреля 2015   | Перт             | Австралия        | Challenge Stadium                               | Masketta Fall                  | —                 | —                |
| 24 апреля 2015   | Мельбурн         | Австралия        | Margaret Court Arena                            | Masketta Fall                  | —                 | —                |
| 26 апреля 2015   | Окленд           | Новая Зеландия   | Vector Arena                                    | Джейми Макделл                 | —                 | —                |
| Азия             |                  |                  |                                                 |                                |                   |                  |
| 28 апреля 2015   | Сингапур         | Сингапур         | Suntec Singapore Convention & Exhibition Centre | —                              | —                 | —                |
| 30 апреля 2015   | Манила           | Филиппины        | Mall of Asia Arena                              | —                              | —                 | —                |
| 2 мая 2015       | Чжэньцзян        | Китай            | Chang Jiang Music Festival                      | —                              | —                 | —                |
| 4 мая 2015       | Куала-Лумпур     | Малайзия         | KL Live at Life Centre                          | —                              | —                 | —                |
| 5 мая 2015       | Пномпень         | Камбоджа         | Koh Pich                                        | —                              | —                 | —                |
| 9 мая 2015       | Хошимин          | Вьетнам          | Phu Tho Indoor Stadium                          | —                              | —                 | —                |
| Всего            | Всего            | Всего            | Всего                                           | Всего                          | 138,580 / 147,501 | $2,949,858       |